# Апраксин, Александр Иванович
Граф Алекса́ндр Ива́нович Апра́ксин (7 (18) декабря 1782 — 9 (21) июля 1848) — полковник, масон. Участник наполеоновских войн. Старший брат Петра и Василия Апраксиных.

## Биография
Сын генерал-лейтенанта графа Ивана Александровича Апраксина (1756—1818) от брака его с фрейлиной Марией Александровной Вальдштейн (1756—1820). По отцу потомок стольника графа А. М. Апраксина; по матери — внучатый племянник генерал-фельдмаршала П. А. Румянцева. Родился в Петербурге 7 (18) декабря 1782 года, крещён 22 декабря 1782 года в церкви Воскресения Христова при Обер-егермейстерском корпусе при восприемстве генерал-майора П. А. Шепелева и статс-дамы А. Н. Нарышкиной.
Получил домашнее воспитание. С 8 октября 1798 года был зачислен писарем Провиантской коллегии в унтер-офицерском чине; 15 октября 1798 года назначен коллежским актуариусом; 10 сентября 1799 года — экзекутором 9-го класса, 28 сентября 1800 года — комиссионером 8-го класса. В 1804 году был пожалован камер-юнкером Двора его императорского Величества. В мае 1807 года принят в Изюмский гусарский полк штабс-ротмистром, 11 декабря того же года произведён в ротмистры. Был уволен с военной службы с оставлением камер-юнкером 30 января 1808 года.
В августе 1812 года вернулся на службу в Изюмский гусарский полк ротмистром, а 19 ноября 1812 был переведён в лейб-гвардии Гусарский полк. При Бородино был адъютантом М. И. Кутузова (награждён «Золотой шпагой»); в сражении под Малоярославцем находился в отряде генерала М. И. Платова. В декабре 1812 года произведён в подполковники; в августе 1813 года — в полковники.

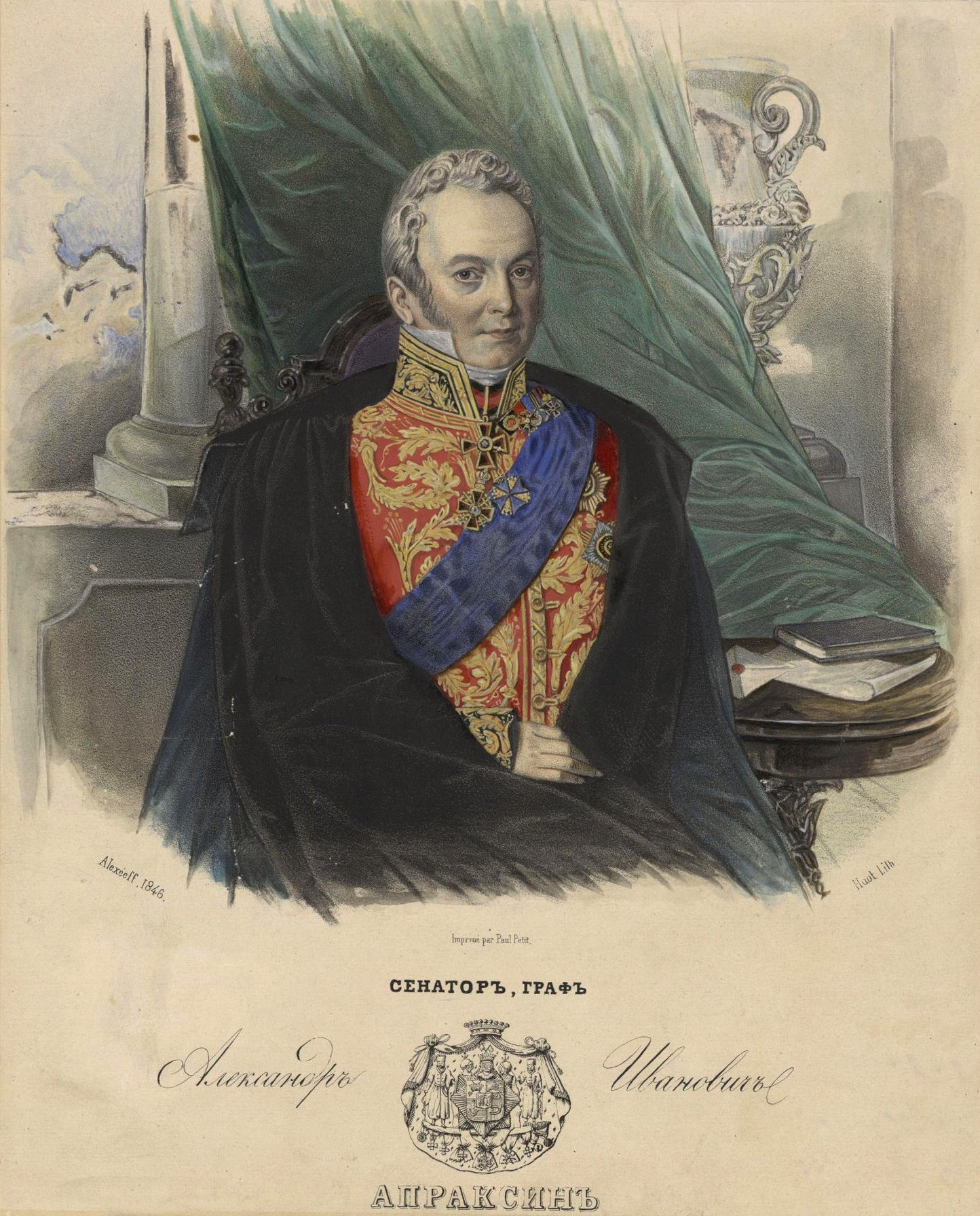
Апраксин А. И. 1846 год.

Принимал участие в крупнейших сражениях русской армии против войск Наполеона: при Вязьме, Дрездене, Кульме, Лейпциге. Участвовал во взятии Парижа. За боевые заслуги Апраксин был награждён российскими и иностранными орденами: орденом Св. Анны 4-й степени; орденом Св. Владимира 4-й степени; австрийским орденом Леопольда 4 ст. и прусским орденом Pour le Merite. В январе 1818 года в связи с болезнью Апраксин был уволен с военной службы. Ему был присвоен гражданский чин действительного статского советника.
Через несколько лет он вновь вернулся на службу. В мае 1822 года был зачислен чиновником особых поручений при Министерстве финансов, где занимал разные должности по гражданскому ведомству. 21 апреля 1834 года был пожалован в тайные советники и сенаторы. По словам Вяземского, назначению Апраксина в Сенат (чего он давно желал) во многом способствовало появление в свете дочери его Марии, которая красотой своей смогла понравиться при дворе.
Состоял членом Попечительского совета заведений общественного призрения в Санкт-Петербурге (1833—1848), попечителем Калинкинской и детской больниц. Являлся членом Санкт-Петербургского опекунского совета, управляющим экспедицией ссудной казны совета, почётным опекуном, вице-президентом Общества попечения о тюрьмах, почётным членом Демидовского дома призрения трудящихся.
Апраксин являлся членом масонской ложи «Трех добродетелей» в Петербурге, с 1807 года и до самой смерти был членом Английского собрания, а в 1834 году его старшиной. В 1820 году граф Апраксин был восприемником при переходе в православие А. Д. Бланка, деда Ленина. Владел особняком на Дворцовой набережной, д. 16.
Умер 9 (21) июля 1848 года от холеры, похоронен в Голицынской церкви во имя архистратига Михаила в Сергиевой пустыни близ Санкт-Петербурга.

## Семья

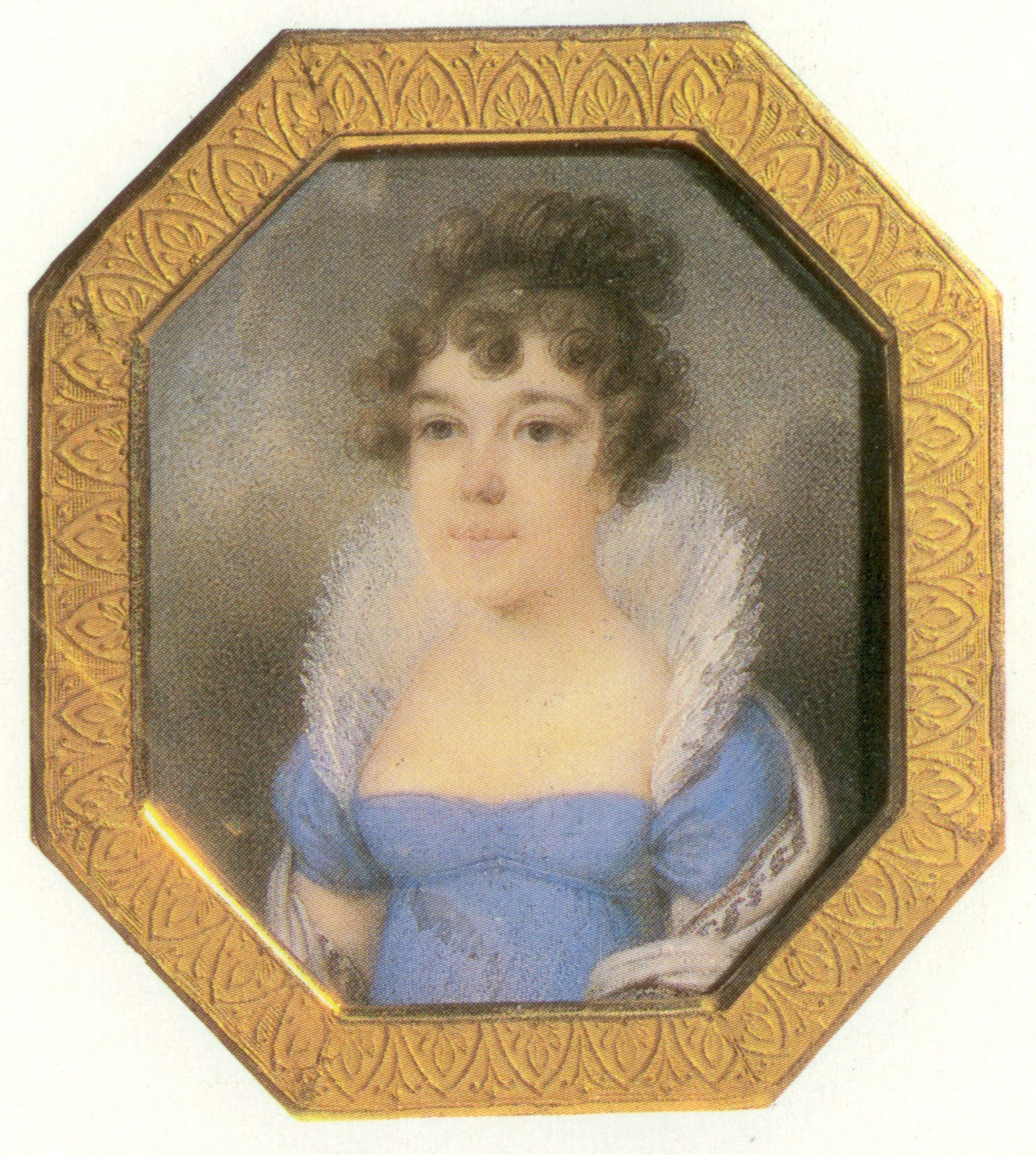
Мария Александровна на миниатюре И. М. Жерена (1810-е)

Жена — Мария Александровна Шемякина (25.03.1793—09.05.1872), дочь надворного советника, откупщика Александра Никитича Шемякина (1765—1807) и Марии Ивановны Апайщиковой (1771—07.04.1793). Умерла в Петербурге, похоронена рядом с мужем в Сергиевой пустыни. В браке имели детей:
- Мария Александровна (19.12.1816—02.05.1892), фрейлина, с 1833 года замужем за своим двоюродным дядей, князем С. А. Долгоруковым (1809—1891).
- Иван Александрович (12.01.1819—15.05.1892), шталмейстером двора, с 1842 года женат на дочери сенатора, Евдокии Николаевне Небольсиной (1821—1886).
- Александр Александрович (10.08.1820—05.02.1883), капитан-лейтенант, адъютант великого князя Константина Николаевича; женат на троюродной сестре, дочери В. Н. Ладомирского, Софье Васильевне (1831—1880). Их дочери фрейлины — Софья (1852—1919; жена князя Н. С. Щербатова) и Александра (1853—1943; жена В. С. Оболенского).
- Николай Александрович (03.09.1821[13]—25.02.1885[14]), крещён 4 сентября 1821 года в церкви Вознесения Господня при Адмиралтействе при восприемстсве графа Н. А. Апраксина и В. А. Барановой; умер в Ницце.
- Варвара Александровна (02.01.1824—1826), похоронена в Сергиевой пустыни.
- Анна Александровна (04.12.1825[15]—1887), с 1845 года была замужем за графом Эдуардом Карловичем Сиверсом (1820—1900), разведясь с ним, в 1858 году вышла за португальского посланника, виконта, потом графа Лоб де-Мойра (1810—1868), по словам современника, он был «всеобщим петербургским любимцем, такой чисто-южной любезности, живой, быстрой, ничуть не принужденной, встретить на нашем севере не легко, и всей этой подвижности придавала особую комическую прелесть тучная фигура словоохотливого португальца»[16]. Графиня Анна де Моейр была хозяйкой салона, в котором собиралось все высшее петербургское общество и присутствовал сам император Александр II; её имя вместе с княгиней М. А. Вяземской и княгиней Гагариной, фигурировало в «истории с тремя дамами», когда в 1880 году император обратился именно к ним, чтобы они первыми из придворных дам нанесли визиты княгине Юрьевской. В последние годы жизни страдала глазами и защищалась от света ручным экраном, похоронена рядом с мужем в Сергиевой пустыни.
- Сергей Александрович (29.08.1830[17]—1894), офицер лейб-гвардии Преображенского полка, полковник, с 1881 года генерал-лейтенант.